# Andrew Copp
Andrew Copp, född 8 juli 1994, är en amerikansk professionell ishockeyforward som spelar för Detroit Red Wings i NHL.
Han har tidigare spelat för Winnipeg Jets och New York Rangers i NHL; Manitoba Moose i AHL; Michigan Wolverines i NCAA samt Team USA i USHL.
Copp draftades av Winnipeg Jets i fjärde rundan i 2013 års draft som 104:e spelare totalt.

## Statistik
| 2007–2008   | Compuware U13          | T1EHL       | 31  | 9  | 17  | 26  | 16  | —  | — | —  | —  | —  |
| 2008–2009   | Compuware U14          | T1EHL       | 31  | 10 | 14  | 24  | 16  | —  | — | —  | —  | —  |
| 2009–2010   | Compuware U16          | T1EHL       | 38  | 12 | 15  | 27  | 12  | —  | — | —  | —  | —  |
|             | Compuware U16          |             | 70  | 22 | 35  | 57  | —   | —  | — | —  | —  | —  |
| 2010–2011   | Compuware U18          | T1EHL       | 17  | 2  | 7   | 9   | 6   | —  | — | —  | —  | —  |
|             | Team USA               | USHL        | 22  | 1  | 4   | 5   | 4   | 1  | 0 | 0  | 0  | 0  |
|             | U.S. National U17 Team |             | 24  | 1  | 4   | 5   | 4   | 1  | 0 | 0  | 0  | 0  |
|             | U.S. National U18 Team |             | 6   | 1  | 0   | 1   | 0   | —  | — | —  | —  | —  |
| 2011–2012   | Team USA               | USHL        | 18  | 3  | 7   | 10  | 2   | —  | — | —  | —  | —  |
|             | U.S. National U17 Team |             | 9   | 5  | 6   | 11  | 2   | —  | — | —  | —  | —  |
|             | U.S. National U18 Team |             | 23  | 1  | 5   | 6   | 2   | —  | — | —  | —  | —  |
| 2012–2013   | Michigan Wolverines    | NCAA        | 38  | 11 | 10  | 21  | 12  | —  | — | —  | —  | —  |
| 2013–2014   | Michigan Wolverines    | NCAA        | 33  | 15 | 14  | 29  | 26  | —  | — | —  | —  | —  |
| 2014–2015   | Winnipeg Jets          | NHL         | 1   | 0  | 1   | 1   | 0   | —  | — | —  | —  | —  |
|             | Michigan Wolverines    | NCAA        | 36  | 14 | 17  | 31  | 29  | —  | — | —  | —  | —  |
| 2015–2016   | Winnipeg Jets          | NHL         | 77  | 7  | 6   | 13  | 6   | —  | — | —  | —  | —  |
| 2016–2017   | Winnipeg Jets          | NHL         | 64  | 9  | 8   | 17  | 18  | —  | — | —  | —  | —  |
|             | Manitoba Moose         | AHL         | 8   | 0  | 5   | 5   | 4   | —  | — | —  | —  | —  |
| 2017–2018   | Winnipeg Jets          | NHL         | 82  | 9  | 19  | 28  | 14  | 16 | 1 | 2  | 3  | 4  |
| 2018–2019   | Winnipeg Jets          | NHL         | 69  | 11 | 14  | 25  | 6   | 6  | 0 | 5  | 5  | 2  |
| 2019–2020   | Winnipeg Jets          | NHL         | 63  | 10 | 16  | 26  | 10  | 4  | 2 | 0  | 2  | 4  |
| 2020–2021   | Winnipeg Jets          | NHL         | 55  | 15 | 24  | 39  | 20  | 8  | 0 | 2  | 2  | 4  |
| 2021–2022   | Winnipeg Jets          | NHL         | 56  | 13 | 22  | 35  | 8   | —  | — | —  | —  | —  |
|             | New York Rangers       | NHL         | 16  | 8  | 10  | 18  | 8   | 20 | 6 | 8  | 14 | 2  |
| 2022–2023   | Detroit Red Wings      | NHL         | 82  | 9  | 33  | 42  | 25  | —  | — | —  | —  | —  |
| NHL totalt  | NHL totalt             | NHL totalt  | 565 | 91 | 153 | 244 | 115 | 54 | 9 | 17 | 26 | 16 |
| NCAA totalt | NCAA totalt            | NCAA totalt | 107 | 40 | 41  | 81  | 67  | —  | — | —  | —  | —  |
| USHL totalt | USHL totalt            | USHL totalt | 40  | 4  | 11  | 15  | 6   | 1  | 0 | 0  | 0  | 0  |

### Internationellt
| Källa: Uppdaterad: 2023-02-04 | Källa: Uppdaterad: 2023-02-04 | Källa: Uppdaterad: 2023-02-04 |         | Utv = Utvisningsminuter | Utv = Utvisningsminuter | Utv = Utvisningsminuter | Utv = Utvisningsminuter | Utv = Utvisningsminuter |
| År                            | Lag                           | Mästerskap                    | Matcher | Mål                     | Assists                 | Poäng                   | Utv                     |                         |
| ----------------------------- | ----------------------------- | ----------------------------- | ------- | ----------------------- | ----------------------- | ----------------------- | ----------------------- | ----------------------- |
| 2012                          | USA                           | U18-VM                        | 6       | 0                       | 1                       | 1                       | 0                       |                         |
| 2014                          | USA                           | JVM                           | 5       | 0                       | 5                       | 5                       | 2                       |                         |
| 2017                          | USA                           | VM                            | 8       | 1                       | 0                       | 1                       | 4                       |                         |
| Junior totalt                 | Junior totalt                 | Junior totalt                 | 11      | 0                       | 6                       | 6                       | 2                       |                         |
| Senior totalt                 | Senior totalt                 | Senior totalt                 | 8       | 1                       | 0                       | 1                       | 4                       |                         |